# هورنبورغ
هورنبرغ (بالألمانية: Hornburg) هي بلدة ألمانية تقع في ألمانيا في سكسونيا السفلى.  يقدر عدد سكانها بـ 2,413 نسمة .

## المدن التوأمة
مدينة أوسترفيك هي مدينة توأمة لـهورنبرغ.

## أعلام
- كليمنت الثاني